# 大巴萨武鲁阿
大巴萨武鲁阿（西班牙語：Basaburúa Mayor）是西班牙纳瓦拉的一个市镇。总面积83平方公里，总人口674人（2001年），人口密度8人/平方公里。